# Artimpaza mimetica
Artimpaza mimetica är en skalbaggsart som beskrevs av Holzschuh 1989. Artimpaza mimetica ingår i släktet Artimpaza och familjen långhorningar. Inga underarter finns listade.